# 埃米莉·贝奈斯·布热津斯基
埃米莉·贝奈斯·布热津斯基 （英語：Emilie Benes Brzezinski，1932年1月21日—2022年7月22日）是一位瑞士裔美国雕刻家，兹比格涅夫·布热津斯基的遗孀。

## 生平
1932年出生在瑞士日内瓦，原名叫做埃米莉·安娜·贝奈斯。毕业于美国维斯理学院，结婚后她专注做雕塑的同时也抚养整个家。1981年第一次个人展在华盛顿哥伦比亚特区举行。
1980年代以来她的大部分作品都是木制作品。 1993年的纪念性作品"Lintel"取自樱树再做成青铜最后摆放在新泽西州的一处雕塑公园内。还在2003年参加佛罗伦萨双年展，2005年接受邀请参加温哥华国际雕塑双年展。

## 家庭
她是前任捷克斯洛伐克总统爱德华·贝奈斯的侄孙女，维斯理学院毕业后嫁给了政治科学家兹比格涅夫·布热津斯基。他们有三个孩子，长子伊恩·布热津斯基是军事专家和顾问，次子马克·布热津斯基是律师兼外交官，小女米卡·布热津斯基是电视主播和记者。
哥哥是数学家瓦茨拉夫·爱德华·贝奈斯。